# Heteragrion beschkii
Heteragrion beschkii – gatunek ważki z rodziny Heteragrionidae. Występuje na terenie Ameryki Południowej; stwierdzony w brazylijskich stanach São Paulo, Rio de Janeiro i Santa Catarina.